# Blohm & Voss BV 238
Blohm & Voss BV 238 byl německý šestimotorový létající člun vyvinutý v průběhu druhé světové války. V době vzniku jediného dokončeného prototypu (1944) šlo o nejtěžší letadlo světa a zároveň největší letadlo vyrobené během války některou z mocností Osy.

## Vznik
Na jaře 1941 zadalo RLM společnosti Blohm & Voss zkonstruování nástupce letounu Blohm & Voss BV 138. Nové konstrukci bylo prozatím přiděleno označení Ersatz BV 138. Práce na novém stroji prováděl tým ing. Vogta, posílený ing. Pohlmannem z firmy Junkers.

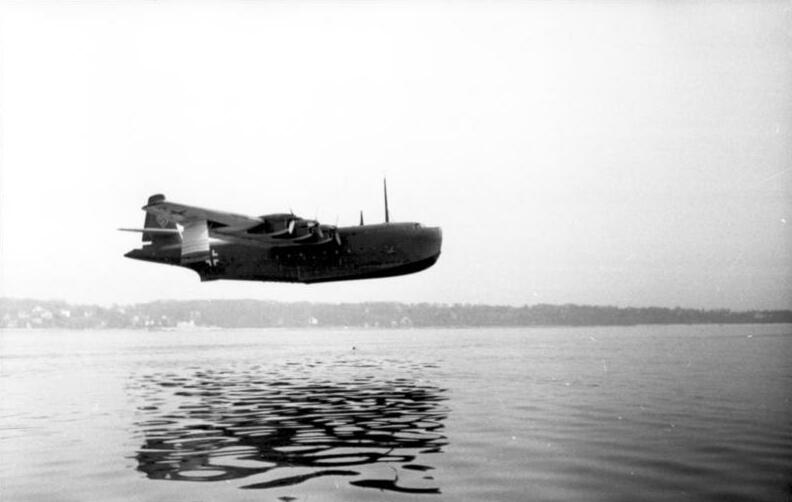
BV 238 V1

Po testech prvního prototypu Blohm & Voss BV 222 změnil Technisches Amt RLM zadání a požadoval konstrukci čtyřmotorového létacího člunu s pohonnými jednotkami Junkers Jumo 223 o výkonu 1830 kW. Tento motor byl složen ze čtyř šestiválcových motorů Jumo 205, které společně poháněly jednu vrtuli. Počáteční projekt předpokládal vzletovou hmotnost 56 000 kg při doletu 6000 km. Současně se pracovalo na civilní variantě označené BV P.146 určené k transatlantickým letům.
V červenci 1941 vyšlo najevo, že motory Junkers Jumo 223 se nebudou sériově vyrábět. Kolektiv konstruktérů byl nucen znovu změnit koncepci letounu, při níž vycházel z již létajícího BV 222. Pohonnou jednotku prvních tří exemplářů mělo tvořit šest motorů Daimler-Benz DB 603 a čtvrtého stroje šest hvězdicových motorů BMW 801.
V rámci projektu byla u firmy Flugtechnische Fertigungsgemeinschaft Prag v Praze objednána stavba létající makety tohoto letounu v měřítku 1:3,75 pod označením FFG FG 227. Konstrukční práce řídil ing. Ludwig Karch, který vedl kolektiv českých techniků a studentů. Letoun měl mít dvoučlennou posádku složenou z pilota a palubního mechanika. Vzlet z pozemních základen měl umožňovat tříkolový podvozek odhazovaný po startu. Pohon zajišťovalo šest dvoutaktních motorů ILO FL-2/400 o výkonu 15,4 kW. Model (BQ+UZ) byl dokončen v roce 1944 a následně převezen do E-Stelle v Travemünde, kde provedl několik zkušebních letů.

## Vývoj
Prototyp BV 238 V1 (RO+EZ) zalétal 10. března 1944 Flugkapitän Helmut „Wasa“ Rodig. Pohon zajišťovalo šest kapalinou chlazených dvanáctiválcových vidlicových motorů Daimler-Benz DB 603 G o vzletovém výkonu 1 287 kW. Letové výkony byly natolik dobré, že již po čtyřech testovacích letech mohl být nový letoun zařazen k operační jednotce. V polovině roku 1944 byl z nařízení RLM vývoj BV 238 zastaven ve prospěch produkce stíhacích letounů.

## Nasazení
Jediný dokončený prototyp BV 238 V1 (další byly rozpracovány) byl potopen 24. dubna 1945 letadly North American P-51 Mustang USAAF v doku na jezeře Schalsee u Ratzeburgu v severním Německu. Po válce byl vrak BV 238 V1 odpálen trhavinami pro usnadnění demontáže a zbylé díly převezeny na šrotiště do Hamburku.
Prototyp BV 238 V3 byl objeven 3. května 1945 britskými jednotkami v továrně ve Finkenwerderu ve značně pokročilém stádiu montáže. Také BV 238 V2 stavěný u společnosti WGF v Brémách byl z 80% dokončen.

## Specifikace

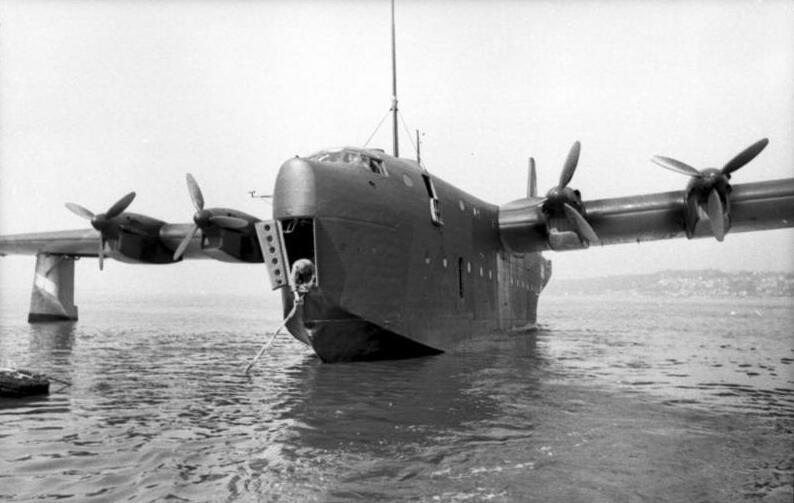
Detail přední části

Zdroj:

### Technické údaje
- Posádka: 12
- Rozpětí: 60,17 m
- Délka: 43,35 m
- Výška: 12,8 m
- Nosná plocha: 360,16 m²
- Prázdná hmotnost: 54 780 kg
- Vzletová hmotnost:
  - 90 000 kg (průzkumné mise)
  - 95 000 kg (bombardovací mise)
- Max. vzletová hmotnost: 100 000 kg
- Pohonná jednotka: 6 × kapalinou chlazený dvanáctiválcový vidlicový motor Daimler-Benz DB 603 G
  - třílisté vrtule

### Výkony
- Maximální rychlost u země: 348 km/h
- Maximální rychlost ve výšce 6000 m: 425 km/h
- Dostup: 7 300 m
- Dolet: 6 620 km